# Americko-izraelské vztahy
Americko-izraelské vztahy jsou významným faktorem celkové americké politiky na Blízkém východě. Americký kongres klade značný důraz na zachování úzkých vztahů s Izraelem a jeho podpory. Jedním z hlavních vyjádření podpory Izraeli je zahraniční pomoc, které se Izraeli dostává více než jakémukoliv jinému státu (ta je ke konci prvního desetiletí 21. století převážně vojenská, v minulosti však byla Izraeli poskytována ekonomická pomoc například na zvládnutí absorpce nových přistěhovalců). K roku 2007 činila zahraniční pomoc Izraeli ročně v průměru 3 miliardy dolarů. Mimo to USA podporují Izrael na poli Organizace spojených národů (od roku 1982 do 2007 vetovaly 32 rezolucí Rady bezpečnosti OSN, které byly kritické k Izraeli) a jsou rovněž zavázané bránit izraelskou bezpečnost.
Bilaterální vztahy mezi Izraelem a Spojenými státy se vyvinuly z původní vstřícné politiky Spojených států ke vzniku židovského státu v mandátní Palestině v neobvyklé partnerství, které spojuje malý, ale vojensky silný Izrael, závislý na Spojených státech pro jejich ekonomickou a vojenskou sílu, se Spojenými státy, velmocí, jenž se snaží dosáhnout rovnováhy v protikladných zájmech v regionu. Na výjimečné americko-izraelské vztahy existují dva názory. Na základě jednoho je americká podpora Izraeli zpochybňována s odůvodněním, že americká podpory Izraeli je na úkor zlepšování vztahů s arabskými a muslimskými státy. Podle druhého a hlasitějšího názoru je Izrael strategický a loajální spojenec a vztahem s ním Spojené státy posilují svou přítomnost na Blízkém východě.
Ve vzájemných vztazích hraje významnou roli i Americko-izraelský výbor pro veřejné záležitosti (AIPAC), zájmová skupina, která v Bílém domě a Kongresu lobbuje za silnou americkou podporu Izraele. Je považován za nejmocnější a nejvlivnější lobbistickou skupinu ve Washingtonu.

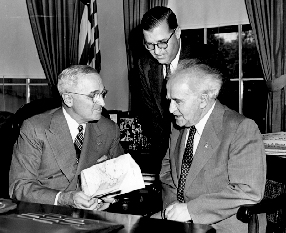
Zleva: Americký prezident Harry S. Truman, izraelský ministr zahraničí Abba Eban a izraelský premiér David Ben Gurion
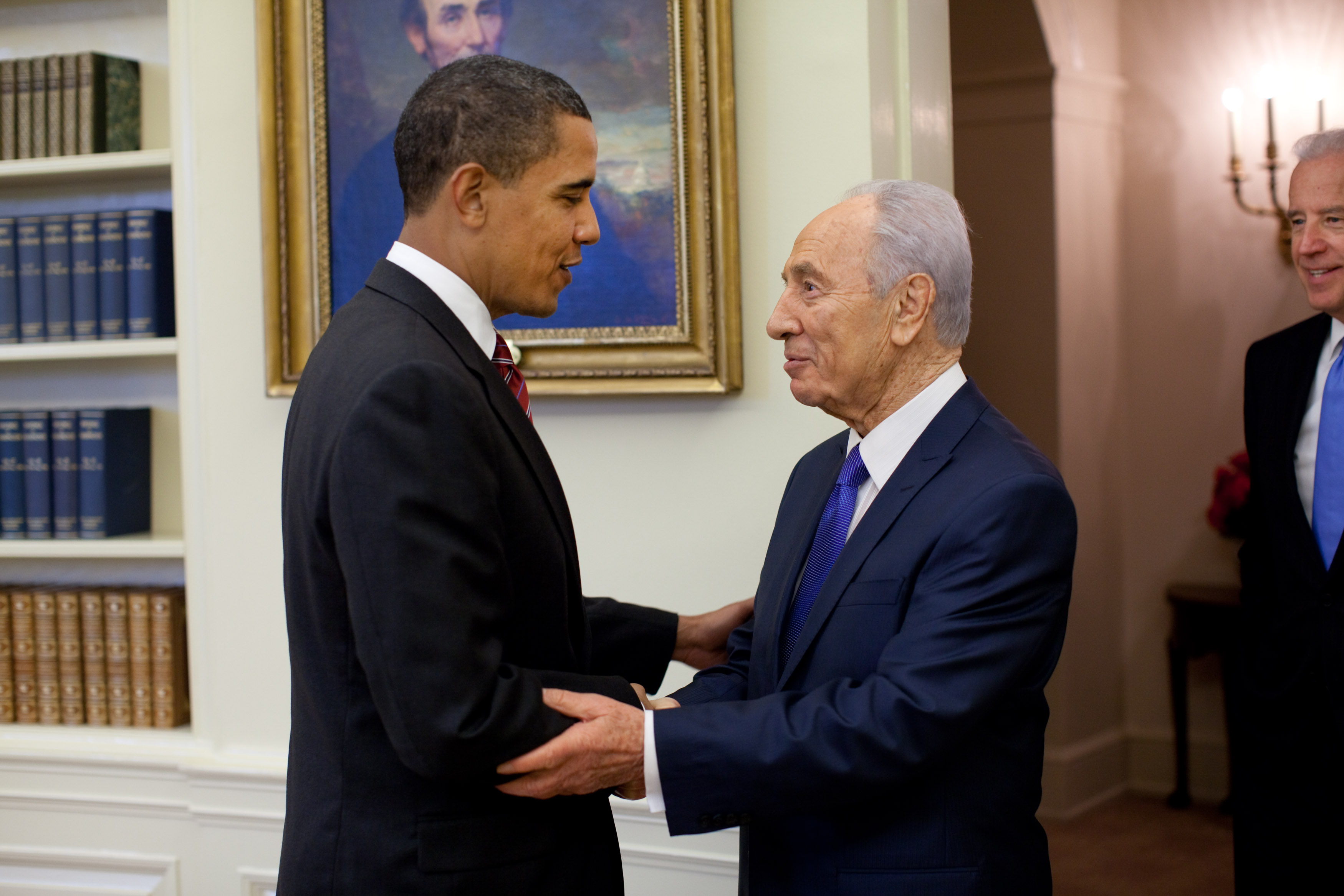
Americký prezident Barack Obama a izraelský prezident Šimon Peres
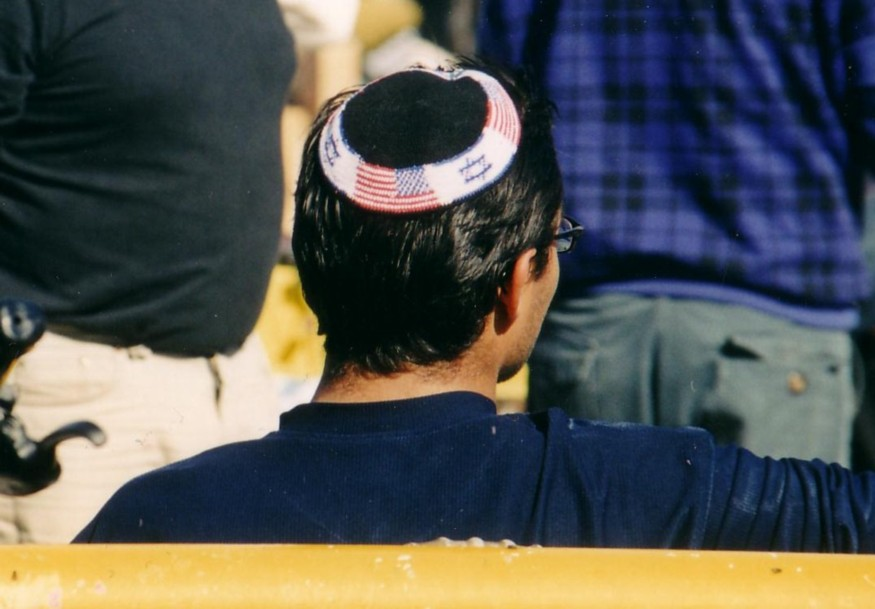
Americko-izraelská kipa, tvořená americkými a izraelskými vlajkami